# Ptakh Jung
Ptakh Jung es un dúo instrumental multigénero ucraniano formado por el Tecladista y tecnoproductor Anton Dehtiarov (apodado Ptakh) y el guitarrista Volodymyr Babushkin (apodado Jung) de Kiev, Ucrania. Los músicos combinan la música clásica contemporánea con elementos electrónicos, post-rock, ambient, grunge y noise para producir Música cinematográfica. Autodefinen su música como "impresionismo posclásico y electrónico" el cual significa música electrónica que impresiona a la audiencia tan profundamente como si fuera clásica.

## Historia
El año 2014 Anton trabajaba como asistente de producción en la grabación de la banda Veranda, en la que producían la canción "Volodia". En la instancia conoció a Andriy Nedobor, cofundador de la banda y de inmediato lo integró a la banda como Tecladista, donde conoció a Volodymyr, quien era el guitarrista del grupo.
Al tiempo la banda se puso en pausa y los integrantes buscaron otros rumbos. En esta instancia Anton y Volodymyr comenzaron a comunicarse como amigos y compartían en fiestas. Al tiempo Anton trabajaba en música electrónica en solitario y Volodymyr comenzó a hacer sus propias grabaciones de guitarra en solitario. Más tarde sus composiciones la utilizarían como base de las composiciones conjuntas de Ptakh Jung.

### Inicios
El dúo se oficializó el 24 de abril del 2016 cuando crearon sus redes sociales y compartieron su primeros trabajos. Su primer evento se realizó el viernes 1 de julio del 2016 en la cafetería Living Room de Kiev. Desde aquel momento empezaron a presentarse en varios locales de Kiev logrando varias colaboraciones con diferentes artistas visuales y VJ`s, destacando las colaboraciones con Victoria Zhuravleva y Zhenya Ustinova (Zheka). Empezaron a publicar sus temas en internet, donde tuvieron buena recepción. El 27 septtiembre del 2016 publicaron Bird el primer tema compuesto del Dúo. El 16 de diciembre del 2016 lanzaron sus primeras 2 grabaciones audiovisuales con sus temas "D MAJ" y 8 Bit junto a la Videojockey VJ Reinish, con la cual posteriormente presentaron un show de 12 historias en video con música en vivo en diferentes locales de Kiev.
El 17 de marzo de 2017, Ptakh Jung y VJ Reinish actuaron en More Music Club en Odessa, siendo su primer evento fuera de Kiev. En octubre del 2017 hicieron su primera gira nacional en eventos con temática de Halloween en mariupol junto a VJ Reinish y en Dnipro junto al jazzista Loafer.

### Música cinematográfica y teatro

#### 2017
Cuando Anton y Volodymyr unieron su música, les pareció estar creando sonidos atípicos, como dicen ellos "un viaje entre el neoclásico y el post-rock", porque cada composición de Ptakh Jung es una historia con un drama poderoso, profundidad sinfónica y suspenso y lo que motivó a integrarse al cine ucraniano.
Su primera incursión en una obra visual fue en una actuación del escritor Oleksandr Mykhed, quien leyó sus historias del libro de arte "Moroki" con música en vivo de Ptakh Jung. Posteriormente, el 20 de abril del 2017 en la inauguración del VI Festival Internacional de Cortometrajes de Kiev crearon música en vivo para el documental "Obiekt" de la directora polaca Paulina Skibinska, que ganó un premio especial del jurado en el Festival de Cine de Sundance, aunque Skibinska no estaba presente y ni siquiera sabía de la existencia del dúo. Ptakh_Jung le envió una grabación audiovisual de ellos tocando en vivo con imágenes de su película y encantada por la puesta en escena les permitió usar su material para más presentaciones en vivo.
En el mismo año tuvieron su primera participación en una obra audiovisual. Se adjudicaron como banda sonora del documental "batallón invisible" (2017) dirigida por Svitlana Lishchynska, Alina Gorlova e Iryna Tsilyk, que cuenta seis historias de diferentes mujeres que participaron en la Guerra del Dombás y sus vidas después de su propia guerra.

#### 2018
Iniciando el 2018, y por el trabajo profesional en Batallón Invisible, la directora Alina Gorlova los invita a ser partícipe de su segundo documental "Sin signos evidentes", el cual cuenta la historia de la mujer soldado, Oksana Yakubova, posterior a la Guerra del Dombás y el inicio de su proceso de rehabilitación por el trastorno por estrés postraumático. En Festival Internacional de Cine Documental y de Animación de Leipzig el documental ganó el premio MDR a la mejor producción de Europa del Este y la crítica la consideró una de las mejores películas acerca del trastorno por estrés postraumático.
En el VIII Festival de la noche muda de Kiev (junio de 2018), el dúo se desarrolló como banda sonora para la película muda "Hombre y mono" y que ilustra la teoría de la evolución de las especies de Darwin, obra audiovisual dirigida por Andriy Vinnytsky en 1930 y primera película científica ucraniana y que se consideraba perdida desde 1930 hasta que en febrero del 2018 se encontró en el Museo Nacional de Arte Moderno de Tokio, Japón.
Posteriormente al festival, Ptakh Jung creó la música para la obra de teatro "Class Act: Este-Oeste" (en Kiev) donde 20 adolescentes seleccionados de diferentes regiones de Ucrania, escribieron obras de teatro y actuaron bajo la supervisión de dramaturgos profesionales en la Academia Nacional de Música de Ucrania Chaikovski.

#### 2019
El 22 de mayo, y luego de varios conciertos en vivo, participan en el Festival del Libro del Arsenal de Kiev para acompañar musicalizar en vivo la proyección de la película ucraniana "Dnieper in Concrete" (1930) dirigida por Arnold Kordyum que muestra ¨¨Río Dniéper]] la vida socialista, el pueblo de constructores y la fábrica de cocinas luego de la Batalla del Dniéper. En el encuentro fueron acompañados por el músico gales Robin Edwards (Conocido como "R. Seiliog").
El 28 de junio, el ballet contemporáneo "Balletto Teatro di Torino (BTT)" de Turín se presentó por primera vez en Kiev donde fueron acompañados de arpa en vivo y música electrónica del dúo Ptakh Jung.
El 13 de octubre del 2019 se estrena el documental "Tato" (2019) dirigida por la ucraniana Larysa Artiugina y la bielorrusa Marta-Daryia Klinava y que relata historia de una joven ucraniana que se convierte en la hija de un guerrero en busca de su padre, quien murió en la guerra ruso-ucraniana.

#### 2020
En junio del 2020 la canción "Object" es incorporada en un teaser de la película "POLAMANI" dirigida por Solomiya Tomaschuk.
En noviembre fueron parte de la campaña publicitaria audiovisual desarrollada por Agencia Fedoriv para la empresa de correo ucraniana Nova Poshta (Нова пошта). En dicha publicidad utilizaron el tema "Dnipro".

## Composición y obras

### Cine
| Año  | Producción         | Título                     | Director                                           | Notas                                                               |
| ---- | ------------------ | -------------------------- | -------------------------------------------------- | ------------------------------------------------------------------- |
| 2017 | Documental (Corto) | Obiekt (2015)              | Paulina Skibinska                                  | En vivo para el VI Festival Internacional de Cortometrajes de Kiev. |
| 2017 | Documental         | Batallón invisible         | Svitlana Lishchynska, Iryna Tsilyk y Alina Gorlova |                                                                     |
| 2018 | Documental         | Sin signos evidentes       | Alina Gorlova                                      |                                                                     |
| 2018 | Película muda      | Hombre y mono (1930)       | Andriy Vinnytsky                                   | En vivo para el VIII Festival de la noche muda de Kiev.             |
| 2019 | Película muda      | Dnieper in Concrete (1930) | Arnold Kordyum                                     | En el Festival del Libro del Arsenal de Kiev.                       |
| 2019 | Documental         | Padre                      | Larysa Artiugina y Marta-Daryia Klinava            |                                                                     |
| 2020 | Teaser tráiler     | Polamani                   | Solomiya Tomaschuk                                 |                                                                     |

### Teatro
| Año  | Lugar                                             | Título                                 | Director                                                  | Notas |
| ---- | ------------------------------------------------- | -------------------------------------- | --------------------------------------------------------- | ----- |
| 2017 | Porto Franko Gogol Fest en Kiev                   | libro de arte "Moroki"                 | Oleksandr Mykhed                                          |       |
| 2018 | Academia Nacional de Música de Ucrania Chaikovski | Class Act: Este-Oeste                  | Stas Zhirkov, Lisa Smith, Tamara Trunova y Alik Sardaryan |       |
| 2019 | Escena 6 - Teatro Independiente                   | Ballet moderno italiano. Concepto # 1. | Balletto Teatro di Torino                                 |       |

## Álbumes
2018 - Black Period  - el primer miniálbum de estudio del dúo dedicado al espacio, es una fantasía musical sobre la teoría del big bang. Incluye 4 pistas: Black Period (1), Object (2), Monika (3), Encounter (4). [8] La canción principal fue escrita para la exposición del mismo nombre por el artista Oleksa Mann . Reconocido como el miniálbum del año (2018) según COMMA. [9]